# Mauro Picotto
Mauro Picotto (* 25. Dezember 1966 in Cavour) ist ein aus Turin stammender Techno-DJ und Musikproduzent. Sein Stil ist größtenteils dem Progressive Techno zuzuordnen.

## Leben
Ende der 1980er Jahre orientierte Picotto sich noch eher an den Ghetto-Beats, bevor er 1988 das Finale der DMC Competition und zu Beginn der 1990er Jahre in der Dance-Szene aufgeht. 1995 gründete Picotto mit BXR sein eigenes Label, das eines der größten italienischen Dancelabels wurde. Er galt fortan als einer der Väter und ständige Bezugsgröße für die italienische Elektronik-Szene. Mit dem wachsenden Erfolg wurden neben dem BXR Label die Sublabels Underground Records und Sacrifice Records gegründet. Bekannte Interpreten waren dabei unter anderem Mario Più (aka DJ Arabesque), Athos Botti, Gabry Fasano, Franchino, Massimo Cominotto, Bismark oder auch Ricky Effe. Ricky Effe, auch bekannt als Riccardo Ferri, Athos, Massimo Cominotto und Gabry Fasano folgten Mauro Picotto 2004 zum neugegründeten Label Alchemy Records, das inzwischen auf über 40 Releases zurückblicken kann. Picottos Meganite-Sessions sind eines der größten Events der Welt. Auftritte in Miami & Ibiza (seit 2010 im Space) sind nur einige Highlights bei den Fans.
Neben dem italienischen Trio Eiffel 65, das ebenfalls aus Turin stammt, DJ Lhasa und Gigi D’Agostino avancierte Mauro Picotto ab dem Jahr 2000 zu den Top-DJs der italienischen Musikszene. Sein größter Single-Erfolg war der Trance-Track Komodo (Save A Soul) aus dem Jahr 2000. Es enthält ein Zitat aus dem Song „Sweet Lullaby“ von Deep Forest aus dem Jahre 1992.
Picottos Mischung von Club und Techno-Beats macht ihn zum Künstler seines Genres. Er kooperierte mit mehreren anderen Trance-DJs, darunter Tiësto und Mario Più. Weiterhin war er als Produzent und Remixer für andere Projekte tätig, wie z. B. Cappella und 49ers. Zusammen mit Andrea Remondini hatte er mehrere Charterfolge mit dem Musikprojekt CRW. Ihre bekannteste Single war „I Feel Love“, die Platz 15 in den britischen Singlecharts erreichte.
Mauro Picotto war auf dem DJ Set (2005) von Gabry Ponte mit der Single Funky Time (2005) vertreten. Mit dem Album Superclub (2005) war er wieder in den italienischen Charts vertreten. 
Mauro Picotto ist bekennender Star-Wars-Fan.
Anlässlich seines zwanzigjährigen Jubiläums als DJ präsentierte er sein Album Now and Then (2007) mit alten Songs und neu komponierten Tracks als Mix aus klassischen und abwechslungsreichen Songs.

## Stil
Speziell in den Liedern Lizard (Gonna Get You) und Serendipity (mit Mario Piu aka DJ Arabesque) werden neben Rhythmus, Bass und Beats zahlreiche Vibez eingemixt, die eine teils düstere und für die Szene charakteristische Abfolge von Überlagerungen evozieren. Diese Überlagerungen variieren zwischen kurzen bzw. langen rhythmischen und melodischen Motiven in seinen Songs. In seinen Anfangsjahren war er noch eher dem progressiven Techno zuzuordnen, bis er Ende der neunziger Jahre sich vornehmlich nur noch an der Club-Techno Szene orientierte.
Insgesamt komponiert und (re)mixt er seine Lieder im klassischen Techno-Tempo zwischen 130 und 200 bpm, dennoch erreichen manche Songs weit höhere bpm Zahlen als gewöhnlich. Das beste Beispiel für eine übersteigerte Nutzung von Beats bietet seine Neuauflage Iguana 2004. Wöchentlich erscheint er auf der Ibiza Party Session, mixt und legt Platten auf und trifft andere Techno-Vertreter.

## Auszeichnungen (Awards)
- DJ Award Ibiza: Bester DJ
- TMF Holländischer Dance Award: Bester internationaler DJ
- Dänischer Dance Award: Bester internationaler DJ
- Deutscher Dance Award: Bester internationaler DJ ; Bester Produzent

## Diskografie (Auswahl)

### Alben
- 1999: Pressure (1 CD)
- 2000: The Album (1 CD)
- 2000: The Album (Ltd., 2 CD)
- 2000: Tranceformer 2000 (2 CD)
- 2000: Metamorphose E.P.
- 2001: The Triple Album (3 CD)
- 2002: The Others (1 CD)
- 2002: The Double Album (2 CD)
- 2002: Live In Ibiza (1 CD)
- 2003: Double Album (2 CD)
- 2004: Meganite (2 CD)
- 2005: Meganite Compilation Volume Two (2 CD)
- 2005: Superclub (2 CD)
- 2006: Meganite Compilation Volume Three (1 CD)
- 2006: D-Mode Presenta... Superclub (2 CD)
- 2007: Meganite Ibiza 2007 (CD + DVD)
- 2007: Now and Then (1 CD)
- 2007: Live On Tour (1 DVD)
- 2008: Meganite Ibiza 2008 (2 CD)
- 2009: Mauro Picotto Presents Meganite (2 CD)
- 2010: 2010 (1 CD)

### Singles
- 1996: The Test
- 1996: My House / Bakerloo Symphony
- 1996: Ocean Whispers
- 1996: Angel’s Symphony (mit Gigi D’Agostino)
- 1997: Psychoway
- 1997: Iron Butterfly
- 1998: Spectra
- 1999: Honey
- 1999: Pulsar
- 1999: Lizard (Gonna Get You)
- 1999: Iguana
- 2000: Pegasus
- 2000: Arabian Pleasure (mit Mario Più)
- 2000: Komodo (Save a Soul)
- 2000: Proximus (mit Adiemus)
- 2000: Baguette / Ultimahora Ibiza
- 2000: Bug / Eclectic
- 2000: Come Together
- 2000: Underground / Baguette
- 2001: Like this like that
- 2001: Awesome !!!
- 2001: Verdi
- 2001: Goodbye
- 2002: Pulsar 2002
- 2002: Back to Cali
- 2003: Alchemist (ALC000a)
- 2003: Playing Footsie / Amazing (ALC001)
- 2004: Iguana 2004
- 2004: Meganite (Vinyl ALC005)
- 2005: Funkytime / Funkytek (ALC007)
- 2005: Darkroom (Vinyl ALC008)
- 2005: Pulsar 2005
- 2006: Superclub (Vinyl ALC009)
- 2007: Maybe May Be Not (ALC015)
- 2007: Evribadi (ALC017)
- 2007: Contaminato (Vinyl ALC019)
- 2008: Lizard 2008
- 2008: Flashing
- 2008: Komonster/Flashing/Rizlard (ALC025)
- 2008: The Test (Release)
- 2008: Komodo 2008
- 2008: Elements G (mit Riccardo Ferri) > Sharks/Profundo

### Remixes
- 2000: Komodo (Save a Soul – Radio Edit)
- 2000: Komodo (Megavoices Claxixx Mix)
- 2000: Komodo (Picotto Mix)
- 2000: Pegasus (Superclub Mix, Tea Mix)
- 2002: Back To Cali (Original Claxixx Short Cut)
- 2004: Komodo (Gabry Ponte Megamix’04) (geremixt von Gabry Ponte)

u. a. auch Remixes für Megamind, Marco Zaffarano, Blank & Jones, Coldplay, Tiesto, Cappella, Gigi D’Agostino, DJ Gee, Mario Più, Storm, U2 & System F.

## Auszeichnungen
- Dance Music Award
  - 2000: in der Kategorie „Bester Produzent“
  - 2000: in der Kategorie „Bester DJ international“
  - 2000: in der Kategorie „Bester Radio Dance Hit“ (Komodo (Save a Soul))